# 壶园
壶园位于扬州市广陵区东圈门22号，原为盐商住宅，西部为住宅，东部为花园，后归属江西吉安知府何廉舫。江泽民故居（东圈门16号）曾经也是壶园的一部分。壶园现存两进厅堂，以及旧园内广玉兰一株，列为扬州市文物保护单位。